# Velké privilegium české církve
Jako Velké privilegium české církve je označována listina z 10. března 1222, ve které se do značné míry vyřešilo postavení církve a jejich institucí v poměru k panovníkovi a světské složce české společnosti. Toto privilegium vydal český panovník Přemysl Otakar I. a bylo adresované především klášterům a konventním kostelům v pražské diecézi. S konečnou platností tak byl vyřešen několikaletý spor o emancipaci české církve mezi panovníkem a pražským biskupem Ondřejem, podporovaným římskou kurií a papežem Honoriem III.

## Obsah
Svým obsahem vycházela tato listina z jednání, která proběhla v srpnu 1221 na Šacké hoře mezi Přemyslem Otakarem I., papežským legátem Řehořem de Crescencio a biskupem Ondřejem. Jako bezprostřední výsledek jednání bylo 2. srpna zveřejněno imunitní privilegium pro pražské biskupství, objevila se zde již ustanovení, která byla s konečnou platností zakotvena ve velkém privilegiu české církve.
Nová listina z jara 1222 zdůrazňovala Přemyslův podíl na dojednaných závěrech a zároveň sloužila jako jakýsi oficiální důkaz legátovy činnosti v Čechách.
Dle velkého privilegia lidé náležející (k) církvi měli být nadále souzeni ne hradskými úředníky, ale králem nebo dvorským sudím, v případě nehrdelních zločinů i kancléřem. Světská vrchnost nemohla přijímat zběhlé poddané z církevních majetků. Vojsko a šlechta mohla nadále užívat klášterních hostitelských služeb jen za souhlasu kláštera a kláštery nadále nemusely zásobovat královské vojsko táhnoucí do boje. Církevní lidé se neměli účastnit na robotních povinnostech panovníkovi a velmožům (např. stavba hradů, příkopů apod.) jindy, než když se těchto povinností zúčastnili i lidé panovníka nebo těchto velmožů. Církevní lidé také měli nadále svědčit u světských soudů pouze na výslovné obeslání.
Během generálních sněmů král slíbil vyslyšet opaty a další církevní hodnostáře. Klérus neměl nadále při opouštění ze země platit velké mýtné.
Díky těmto ustanovením se eliminoval vliv hradských úředníků a velmožů na církevní instituce a především jejich pozemkové vlastnictví a poddané, naopak se upevnil přímý vztah s panovníkem. Privilegium tak prohlásilo panovnickou moc nadřazenou nad zakladatelská práva a do budoucnosti naznačilo spojenectví mezi panovníkem a církví.

#### Edice
- CDB II, s. 210–213, č. 227.